# سيدي لزرق بلحاج
سيدي لزرق بلحاج (1809 - 1864)، هو مقاوم وثائر جزائري .قاد ثورة ضد الفرنسيين في الغرب الجزائري بمنطقة فليتة بمنطقة تيارت وولاية غليزان.

## حياته
ولد سيدي لزرق بلحاج سنة 1809 بدوار الحمومية بواد السلام ولاية غليزان. وهو ابن الحاج بن عودة بن أحمد. نشأ سيدي لزرق بلحاج في بيئة محافظة وكان من مريدي الطريقة الرحمانية قاد ثورة فليتة ضد الفرنسيين التي إندلعت شرارتها 11 مارس 1864 ومست منطقة الرحوية، زمورة، عمي موسى، دار بن عبد الله
وحاصر مدينة غليزان .

## وفاته
توفي في يوم 5 يونيو 1864 بدوار الشهايرية بدار بن عبد الله، بعد أن خاض معركة ضد الجنرال روز، وأصابته طلقة مدفعية، خلفه بعدها نائبه سيدي عبد العزيز .